# Breno Fornari
Breno Fornari (Arroio do Meio, 25 de março de 1925 — Porto Alegre, 31 de agosto de 2007) foi um piloto automobilístico brasileiro. Começou a correr numa época em que não havia ainda o profissionalismo.

## Trajetória esportiva

### Primeiros anos
Seu pai tinha um Ford Modelo T de 1925, em que Breno vivia mexendo, desmontando e remontando, só para conhecer. Com 18 anos mudou-se para Porto Alegre e foi estudar na Escola Técnica Parobé.
Logo após, com 20 anos de idade, montou uma oficina mecânica na Rua Sertório, no bairro Navegantes. Era época do pós-guerra, quando se consertava de tudo, e vários carros que estavam há anos estocados no Porto de Montevidéu foram ressuscitadas em sua oficina.
Com 25 anos estreou em competições. Nessa época, coragem era metade do caminho para as competições, e Breno a tinha, além do conhecimento de mecânica, tornando-se um ótimo preparador de carros.
Iniciou a carreira na categoria standard, mas quando a prova era de carretera, Breno simplesmente depenava o automóvel e o transformava em uma e,  depois da prova, remontava tudo e o carro voltava a ser de passeio.

### Década de 1950: Mil Milhas Brasileiras
Quando Catarino Andreatta, o mais famoso automobilista gaúcho da época, o convidou para correr a primeira Mil Milhas Brasileiras em 1956, Breno aceitou, apesar de nunca haver corrido em circuito fechado. Venceram essa prova, assim como venceram também as edições de 1958 e 1959. Foram os primeiros tri-campeões da prova.
Em 1960 quebrou o diferencial durante a prova, e o carro deles foi recolhido aos boxes. Catarino deixou o autódromo e foi para o hotel mas, movido pela paixão, Breno juntamente com os mecânicos desmontaram, soldaram o "satélite" e o remontaram, permitindo o retorno do carro à pista. Catarino, ao ouvir no rádio a notícia, voltou imediatamente ao autódromo e ainda se classificaram em 20° lugar, devido ao tempo perdido no conserto.
No total, Breno participou de nove edições das Mil Milhas; nas quatro primeiras utilizou o número 2, nas seguintes, adotou o 35, que o acompanhou ao longo de toda sua carreira no automobilismo. "O pessoal de São Paulo, na época, tinha preferência na escolha dos números, e sempre que chegávamos lá para a corrida, o 35 já estava reservado. Aí tínhamos de optar pelo 2, mesmo. Depois, conseguimos efetivar o 35", contou Fornari.

### Década de 1960
Na década de 1960, com o surgimento dos carros de fabricação nacional, Breno escolheu o Simca, com um V8, como seu novo carro de corrida. Correu na categoria turismo sem preparação, com preparação e ainda fez um protótipo com a frente mais aerodinâmica, sem mexer quase nada no resto do carro, só no motor.
Em 1962 venceu as 12 Horas de Tarumã. De 1964 a 1966 participou do Campeonato Uruguaio de Endurance, tendo vencido em 1964, com um carro Simca,. Foi a primeira vitória de um carro de turismo "made in Brasil" no exterior.
Em 1966, ele abriu a Sabren (S.A. Breno), revenda e oficina Simca, na Rua Farrapos e, na oficina da Rua Sertório ficava a preparação dos carros. A Sabren fechou em 1971, tudo voltou para a Rua Sertório, e a empresa passou a se chamar Breno Fornari & Cia. Ltda.
Em 1967 fabricou um protótipo a partir de um Simca Regente; este sim foi encurtado, teve o teto rebaixado, a frente modificada, motor tinha aproximadamente 200 hp, quatro carburadores DFV e duas bombas de gasolina elétricas. No dia 23 de novembro de 1967, Breno saiu às ruas pela primeira vez para testes, e se dirigiu até a praia de Capão da Canoa. A estreia desse carro nas pistas foi nas Mil Milhas Brasileiras de 1967, a última participação de Breno nesta prova, mas o motor quebrou. Esse carro foi usado até 1972, e vendido no Uruguai. Em 2000, seu filho Alexandre localizou e recomprou os restos do carro, e o recuperou junto com outros amantes do automobilismo.

### Últimos anos
Breno parou em 1975, mas não se afastou das pistas, pois acompanhava os filhos e os netos que seguiam a carreira por ele iniciada.
Seus dois filhos, Antonio Miguel e Carlos Alberto Fornari, seguiram os passos do pai na carreira do automobilismo, assim como seus netos Luciano e Zeno Fornari.
Em abril 2007, Breno participou da competição Subida da Borrússia, prova esta para carros especiais desenvolvida na cidade de Osório, onde pilotaria pela última vez sua carretera Ford.
Faleceu aos 82 anos, véspera do evento "As carreteras vão roncar novamente" em Passo Fundo.

## Principais resultados[5]
- Maio de 1950 - Circuito Zona Sul Guaíba/Bagé/Pelotas/Guaíba - RS - Ford n° 36 - 1° Etapa: 15° lugar - 2° etapa: 16° lugar
- Novembro de 1953 - I Circuito do Fumo - Venâncio Aires/Candelária/Santa Cruz do Sul - RS - Ford n° 116 - categoria standard - 3° lugar
- Agosto de 1954 - Circuito Cidade de Passo Fundo - RS - Ford n° 154 - categoria standard - 3° lugar
- Maio de 1956 - Circuito Tapes (Rio Grande do Sul)/Camaquã - RS - Ford n° 154 - categoria standard - 1° lugar
- Novembro de 1956 - I Mil Milhas Brasileiras (com Catarino Andreatta) - carretera Ford n° 2 - 1° lugar
- Janeiro de 1957 - V Prova Antoninho Burlamaque - Porto Alegre/Tramandaí/Capão da Canoa - RS - Ford n° 154 - categoria standard - 1° lugar
- Maio de 1957 - VII GP Encosta da Serra - RS - Ford n° 154 - categoria standard - 2° lugar
- Novembro de 1958 - III Mil Milhas Brasileiras (com Catarino Andreatta) - carretera Ford n° 2 - 1° lugar
- Novembro de 1959- IV Mil Milhas Brasileiras (com Catarino Andreatta) - carretera Ford n° 2 - 1° lugar
- Julho de 1960 - 24 Horas de Interlagos - GEIA (com Catarino Andreatta) - Simca n° 5 - 6° lugar
- Outubro de 1960 - II 500 Quilômetros de Porto Alegre - RS (com Catarino Andreatta) - carretera Ford n° 2 - 1° lugar
- Maio de 1962 - I 12 Horas de Porto Alegre - RS (com Afonso Hoch) - Simca n° 35 - 1° lugar
- Janeiro de 1963 - Grande Prêmio Estrada da Produção - Passo Fundo/Porto Alegre - RS - Simca n° 35 - 2° na geral e 1° na categoria “C”
- Junho de 1963 - II 12 Horas de Porto Alegre - RS (com Afonso Hoch) - Simca n° 35 - 2° lugar
- Agosto de 1963 - II 6 Horas de Pelotas - RS - Simca n° 35 - 2° lugar
- Novembro de 1963 - 1600 Quilômetros de Interlagos (com Catarino Andreatta) - carretera Chevrolet/Corvette n° 2 - 2° lugar
- Maio de 1964 - Grande Prêmio Enrique Fernandez - Rivera - Uruguai - Simca n° 35 - 1° lugar
- Outubro de 1964 - Autódromo Vigor Borrat Fabini - “El Pinar” - Montevidéu - Uruguai - Simca n° 35 - 1° lugar na categoria “C”
- Dezembro de 64 - I Campeonato Internacional de Automobilismo - Rivera - Uruguai - Simca n° 35 - 1° lugar
- Fevereiro de 1965 - Prova Praia do Cassino - Rio Grande - RS – Simca n° 35 - 1° lugar
- Julho de 1965 - I Grande Prêmio CORAU - Autódromo de “El Pinar” - Montevidéu - Uruguai - Simca n° 35 - 1° lugar
- Agosto de 1965 - I Grande Prêmio Rodovia do Café - Curitiba/Apucarana/Curitiba - PR - Simca n° 95 - 3° lugar na categoria TFL
- Fevereiro de 1968 - XIII Prova Antoninho Burlamaque - Porto Alegre/Capão da Canoa - RS - Protótipo Regente n° 35 - 3° lugar